# Macroditassa laxa
Macroditassa laxa là một loài thực vật có hoa trong họ La bố ma. Loài này được (Malme) Fontella & E. Herrera mô tả khoa học đầu tiên năm 1990.